# Chaperiopsis uttleyi
Chaperiopsis uttleyi är en mossdjursart som beskrevs av Gordon 1992. Chaperiopsis uttleyi ingår i släktet Chaperiopsis och familjen Chaperiidae. Inga underarter finns listade i Catalogue of Life.